# Chris Udvarnoky
Chris Udvarnoky (n.Flint, Míchigan, Estados Unidos; 23 de mayo de 1961 † Elizabeth, New Jersey, Estados Unidos; 25 de octubre de 2010) fue un actor y animador norteamericano.

## Biografía
Nacido en Flint, Míchigan, Chris vivió la mayor parte de su vida en Westfield (New Jersey), donde se graduó en la Escuela Secundaria Westfield en 1979. Era hijo de Charles Udvarnoky (1933 - 2002) y Edith D'Andrea, y hermano gemelo de Martin Udvarnoky, con quien compartió el escenario cinematográfico.

## Cine
Si bien tanto él como su hermano tuvieron una sola aparición en el cine, el film fue tan popular en sus tiempos que dejaron una marca en la historia del cine de terror clásico estadounidense.
Chris, Martin y su maestro habían oído hablar de que estaban buscando actores para interpretar a los gemelos Perry en la producción The Other (El otro), de modo que enviaron fotografías a las oficinas de la Fox, y después de algunas entrevistas, los hermanos se hicieron con los papeles. No tenían experiencia previa como actores y su única publicidad anterior fue como cazadores de estrellas de los equipos rivales en la Liga Pequeña local. En aquel momento participaban en unas obras de teatro en el 'Herbert Berghof Studio de Nueva York; se da la coincidencia de que Berghof era el marido de Uta Hagen, que interpretó a la abuela de los gemelos Perry en la película).
El film en el que Chris formó parte del plantel protagonista junto a su hermano y Uta Hagen es El otro, de 1972, en el papel de «Niles Perry», un personaje con muchos matices que esconde un escalofriante secreto detrás de su personalidad dulce. Con frases como «Holland, ¡¡¡¡dónde está la niña??!!!» provocaron un gran impacto en los espectadores que siguieron de cerca la película.
Ambos aparecerían posteriormente detrás de escena en decenas de producciones norteamericana.

## Otras profesiones
Terminado el film, los gemelos Udvarnoky dejaron el mundo de las cámaras y terminaron por trabajar en otros ámbitos. Chris trabajó trabajar como técnico de rayos X desde 2002 en los hospitales Overlook y Rahway. Era también un miembro veterano de la Brigada de Rescate de Westfield.

## Fallecimiento
Chris Udvarnoky falleció el 25 de octubre de 2010 a los 49 años de edad, en el Padre Hudson House en Elizabeth, Nueva Jersey, como consecuencia de una Enfermedad del riñón poliquístico que derivó en una insuficiencia renal. Sus restos fueron incinerados.